# Rehgebirge und Pfuhlbach
Das FFH-Gebiet Rehgebirge und Pfuhlbach (Schutzgebietskennung DE-7224-311) entstand 2015 durch die Zusammenlegung der zwei bereits bestehenden FFH-Gebiete Rehgebirge und Krummtal sowie Pfuhlbach und Eichert im deutschen Bundesland Baden-Württemberg. Diese ehemaligen Gebiete wurden bereits im Jahr 2005 durch das Regierungspräsidium Stuttgart nach der Richtlinie 92/43/EWG (Fauna-Flora-Habitat-Richtlinie) angemeldet. Mit Verordnung des Regierungspräsidiums Stuttgart zur Festlegung der Gebiete von gemeinschaftlicher Bedeutung vom 30. Oktober 2018 (in Kraft getreten am 11. Januar 2019), wurde das Schutzgebiet ausgewiesen.

## Lage
Das 408,92 Hektar große FFH-Gebiet gehört zu den Naturräumen 101-Mittleres Albvorland und 102-Östliches Albvorland innerhalb der naturräumlichen Haupteinheit 10-Schwäbisches Keuper-Lias-Land. Es liegt südwestlich und nordöstlich von Göppingen und Eislingen auf der Markung von neun Städten und Gemeinden:
- Bad Boll: 4,0892 ha = 1 %
- Donzdorf: 143,1223 ha = 35 %
- Dürnau: 4,0892 ha = 1 %
- Eislingen: 8,1784 ha = 2 %
- Göppingen: 159,4791 ha = 39 %
- Heiningen: 8,1784 ha = 2 %
- Ottenbach: 28,6244 ha = 7 %
- Salach: 53,1597 ha = 13 %
- Uhingen: 4,0892 ha = 1 %

## Beschreibung und Schutzzweck
Es handelt sich um Hänge mit Laubwald am Rand des Filstals bei Göppingen, um die Bachläufe der Krumm und des Pfuhlbachs, um artenreiche Wiesen und Magerrasen am Hohenstaufen und bei Reichenbach. Außerdem um den Charlottensee südlich von Uhingen. Im Gebiet befinden sich zwei Höhlen.

### Lebensraumklassen
(allgemeine Merkmale des Gebiets) (prozentualer Anteil der Gesamtfläche)
Angaben gemäß Standard-Datenbogen aus dem Amtsblatt der Europäischen Union
|                                                    |                                                    |  |      |      |
| N06 – Binnengewässer (stehend und fließend)        | N06 – Binnengewässer (stehend und fließend)        |  | 11 % | 11 % |
| N09 – Trockenrasen, Steppen                        | N09 – Trockenrasen, Steppen                        |  | 1 %  | 1 %  |
| N10 – Feuchtes und mesophiles Grünland             | N10 – Feuchtes und mesophiles Grünland             |  | 25 % | 25 % |
| N14 – Melioriertes Grünland                        | N14 – Melioriertes Grünland                        |  | 1 %  | 1 %  |
| N15 – Anderes Ackerland                            | N15 – Anderes Ackerland                            |  | 3 %  | 3 %  |
| N16 – Laubwald                                     | N16 – Laubwald                                     |  | 33 % | 33 % |
| N17 – Nadelwald                                    | N17 – Nadelwald                                    |  | 3 %  | 3 %  |
| N19 – Mischwald                                    | N19 – Mischwald                                    |  | 21 % | 21 % |
| N21 – Nicht-Waldgebiete mit hölzernen Pflanzen     | N21 – Nicht-Waldgebiete mit hölzernen Pflanzen     |  | 1 %  | 1 %  |
| N23 – Sonstiges (einschl. Städte, Dörfer, Straßen) | N23 – Sonstiges (einschl. Städte, Dörfer, Straßen) |  | 1 %  | 1 %  |
|                                                    |                                                    |  |      |      |

### Lebensraumtypen
Gemäß Anlage 1 der Verordnung des Regierungspräsidiums Stuttgart zur Festlegung der Gebiete von gemeinschaftlicher Bedeutung (FFH-Verordnung) vom 30. Oktober 2018 kommen folgende Lebensraumtypen nach Anhang I der FFH-Richtlinie im Gebiet vor:
| EU Code | Lebensraumtyp (offizielle Bezeichnung)                                                                                | Kurzbezeichnung                      | Hektar |
| ------- | --- | ------------------------------------ | ------ |
| 3150    | Natürliche eutrophe Seen mit einer Vegetation des Magnopotamions oder Hydrocharitions                                 | Natürliche nährstoffreiche Seen      | 1,00   |
| 6210    | Naturnahe Kalktrockenrasen und deren Verbuschungsstadien (Festuco-Brometalia)                                         | Kalk-Magerrasen                      | 7,17   |
| 6230    | Artenreiche montane Borstgrasrasen (und submontan auf dem europäischen Festland) auf Silikatböden                     | Artenreiche Borstgrasrasen           | 0,50   |
| 6510    | Magere Flachland-Mähwiesen (Alopecurus pratensis, Sanguisorbaofficinalis)                                             | Magere Flachland-Mähwiesen           | 15,00  |
| 8210    | Kalkfelsen mit Felsspaltenvegetation                                                                                  | Kalkfelsen mit Felsspaltenvegetation | 0,10   |
| 8310    | Nicht touristisch erschlossene Höhlen                                                                                 | Höhlen                               | 0,001  |
| 9110    | Hainsimsen-Buchenwald (Luzulo-Fagetum)                                                                                | Hainsimsen-Buchenwald                | 1,40   |
| 9130    | Waldmeister-Buchenwald (Asperulo-Fagetum)                                                                             | Waldmeister-Buchenwald               | 27,70  |
| 9160    | Subatlantischer oder mitteleuropäischer Stieleichenwald oder Hainbuchenwald (Carpinion betuli) [Stellario-Carpinetum] | Sternmieren-Eichen-Hainbuchenwald    | 28,00  |
| 91E0    | Auenwälder mit Alnus glutinosa und Fraxinus excelsior (Alno-Padion, Alnionincanae, Salicion albae)                    | Auenwälder mit Erle, Esche, Weide    | 23,20  |

### Zusammenhängende Schutzgebiete
Das FFH-Gebiet besteht aus neun Teilgebieten. es liegt teilweise im Landschaftsschutzgebiet Nr. 1.17.011-Hohenstaufen, Rechberg, Stuifen mit Aasrücken und Rehgebirge sowie teilweise im Vogelschutzgebiet 7323-441-Vorland der mittleren Schwäbischen Alb. Innerhalb des FFH-Gebiets liegt das  Naturschutzgebiet Nr. 1204 Spielburg.